# セリ
セリ（芹、学名: Oenanthe javanica）は、セリ科セリ属の多年草である。日本原産で、春の七草の一つ。水田の畔道や湿地などに生え、野菜として栽培もされている。独特の強い香りと歯触りに特徴がある。

## 名称
和名セリの語源は、若葉の成長が競り合うように背丈を伸ばし群生して見えることから、「競り（セリ）」とよばれるようになったと言われている。英名はウォーター・ドロップウォート (Water dropwort) 、中国植物名（漢名）は、水芹（スイキン）という。
別名で、サケバゼリ、タゼリ、オカゼリ、ミズゼリ、ノゼリともよばれる。食用とする際の観点から、田のあぜなどに自生する野生のセリを「山ぜり」あるいは「野ぜり」、水田で栽培されているものを「田ぜり」、畑で栽培されるものを「畑ぜり」と称している。また、田のあぜによくは生えているので、タゼリとよばれる場合もある。
学名の種小名 javanica（ジャヴァニカ）は、セリが東南アジア地域にも分布することから、その代表地名として名づけられたものと考えられている。

## 分布・生育地
日本原産で、シベリア沿海州、サハリン、朝鮮半島、中国、台湾などの東アジアや、インドシナ半島、フィリピン、インドネシアなど東南アジアの北半球一帯と、オーストラリア大陸に渡って広く分布する。日本では北海道、本州、四国、九州の各地に分布しており、30種ほどあるセリ科植物のなかでも、セリ（Oenanthe javanica）だけが日本全土に自生する。平地の市街地周辺や農耕地から山地まで分布する。湿地やあぜ道、水田や休耕田など土壌水分の多い場所や、農地の水路、小川のほとりなど細い流れがある水辺に群生する湿地性植物である。若葉は春の七草で、水田で野菜としても栽培されている。

## 形態
常緑の多年性草本で、高さは20 - 80センチメートル (cm) 程度になり、茎や葉など全草に芳香がある。
春から夏場までの日が長い時期（3 - 9月）は、泥の中や表面を横に這うように根元から白く長い匍匐枝（ほふくし）を多数伸ばして、秋から冬にかけて日が短い低温期は、多数の根生葉を叢生する。秋（9 - 10月）にその匍匐枝の節から盛んに白いひげ根を出して、新しい苗ができて盛んに成長する。晩秋（10 - 11月）に長い柄のある根出葉を盛んに出して、冬場（12 - 3月）は根出葉の伸長は停止して、枯れることなく冬を越す。
葉は根際に集まってつく根生葉と、茎に互生してつく葉に分けられ、ともに1 - 2回3出羽状複葉で、全長は30 cm以上になる。小葉（裂片）は長さ2 - 3 cmの菱状卵形を基本に、丸みを帯びた心臓形から長卵形まで変化に富み、葉縁に明確な鋸歯がある。根生葉は、葉身に長い葉柄がつき、茎につく互生葉の柄は上部になるほど短い。葉柄はいずれもさや状になる。全体的に柔らかく緑色であるが、寒くなる冬にはアントシアニンを帯びて、赤っぽく色づくこともある。
花期は8月ごろ。越冬株から直立した高さ10 - 30 cmの花茎を伸ばし、その先が枝分かれして直径5 cmほどの傘状花序を複数つけて、白い花を咲かせる。花柄の長さは揃っているので、花序はまとまっている。個々の花は小さく、花弁は5個で、たくさんつく。
果期は9月。花後につく果実は楕円形で、長い花柱を持っている。種子は秋に熟し、果実が2つに分かれて果実が落下する。種子の発芽期は晩秋（10 - 11月）または春（4 - 5月上旬）で、夏場に芽が生長する。

## 生態
セリの匍匐茎（ランナー）の発生時期は、野生セリで1月 - 5月（日長約10時間から13.5時間）の広範囲にわたっているが、栽培セリでは2月上旬方4月下旬までの範囲で発生が多く見られる。匍匐茎の発生時期は、地域性や緯度にも関係があり、高緯度地域ほどランナー発生は遅い傾向にある。
セリの繁殖は匍匐茎によって行われるが、自然界においても種子から発生した子株が認められており、種子による発芽も比較的高い確率で生じているとみられている。セリの種子は好光性で、発芽率は40 - 50%との調査例があり、25度前後でよく発芽するが、変温を与えた方が発芽率が高まる傾向にあるといわれる。

## 栽培
野生種から選抜したものが栽培されていて、品種分化は少ない。種セリを選抜するときは、品質を左右する商品価値の高い特性を持つ株が選ばれている。その特性としては、できるだけ葉柄がまっすぐ伸びる株で、葉柄にアントシアニン由来の赤みを帯びない系統で、ランナー発生が遅い株が種ゼリとして選ばれる。
栽培時期は春に苗の植え付けを行って秋に収穫し、栽培適温は10 - 25度とされている。水田栽培の「田ぜり」と畑栽培の「畑ぜり」の二つの栽培方法で行われていて、水田栽培は清水があるところに早春に親株の植え付けが行われ、畑栽培では秋に匍匐枝（ランナー）を取って植え付け、たびたび灌水して育成する。栽培方法は各地で確立されていて、畑ぜりの栽培はごくわずかで、一般には秋早くに種田から親株（種ゼリ）を採取して水田（本田）に植え付けられて、冬の収穫期に緑の若葉が茂る。田ぜり栽培では、秋どり栽培の早生系（10 - 11月収穫）、冬どり栽培の中生種（12 - 2月収穫）、早どり栽培の晩生系（2 - 4月上旬収穫）があり、収穫期間の異なる3つの作型がある。
セリ栽培には多量の水が必要であるが、必要とする時期は生育後期で、一般的には収穫の1か月前くらいから水のかけ流しや深水管理を行う。あまり早くから深水にすると、セリの生育を遅らせることとなり、品質や収量にも影響を与えてしまう。セリは気温10度くらいになると生長を止め、霜が降りるようになると霜やけを起こして葉を傷めるため、冬季は深水にして保護し、寒冷紗などで覆って、寒さや霜の害を防ぐようにすることもある。
収穫は草丈の伸び具合で決まり、早期収穫は草丈20 - 30 cm、冬場は30 - 40 cmになったころに行われる。栽培品は軟白栽培されたものが主流で、野生のセリに比べて香りが穏やかで食べやすくなっている。市場には自生品が出回ることもあるが、最近では養液栽培も盛んである。

### 栽培史
野草であるセリを摘んで食用にしたことは『万葉集』（753年）の和歌の中にもみられるが、栽培された最も古い記録は、平安時代の『延喜式』（927年）に「芹を植えうる。一反五斛二月植う」との記載が見られる。セリが各地方で特産品として栽培された記録では、宝暦2年（1752年）に松江市黒田町周辺で「こもだゼリ」が、安永4年（1775年）に宮城県名取市で田ぜりが栽培されていた記録がある。畑ぜりの栽培は、1914 - 1915年（大正3 - 4年）ごろに、下関市安岡地区で始められたとされる。

### 生産地
日本におけるせりの生産量は、平成30年産では宮城県が最も多く全国の4割を占めており、次いで茨城県、大分県、秋田県が多い。全体的には、東北地方・関東地方で栽培が盛んで、近畿以西ではあまり大きな産地はみられないが、島根県では栽培が盛んである。京都には古くからの栽培地が現在も残っている。
栽培地に適している場所は、水利が良く豊富に水が使えるところか、湧水がある地帯が望ましい。20度前後が栽培適温と考えられているので、気候は冬は暖かく夏は涼しいところが最適地とされる。地質的には、有機分が多い肥沃な粘土質土壌が良いと言われている。

### 品種
産地にもよるが、栽培ものと野生のものに、比較的差が少ない種である。観賞用の斑入りの品種もある。
ほとんどの産地では、在来種が使われており、その他にも「島根みどり」「ふくしまみどり」「三関」「松江むらさき」などの栽培品種がある。在来種にも京都系など、各地で系統が生まれていて、それぞれ自家系統としてある特性をもつものが多いとみられている。各系統とも、野生種の中から栽培するのに有利な特性があるものを選抜したものと考えられている。

### 病虫害
病害として、葉が黄褐色に変色して多角形の病斑が現れるさび病、新芽が腐る病気で畑ぜりによく発生する菌核病、秋冬に多く発生するセプトリア菌に侵されて、株が腐敗する被害を受ける。害虫では、アブラムシが新芽や葉裏に寄生して、ウイルス病を伝染させて生育を悪くする場合がある。防除するには、被害株の除去、農薬の散布による消毒、連作を避けるなどで対応する。アブラムシは水に弱いことから、田ぜり栽培では深水にして葉先まで水没させて一昼夜後に落水することで、ほとんど駆除できる。
露地栽培ではカモによる食害を受けることがある。

## 利用
数少ない日本原産の野菜の一つで、若い芽と根は古くから季節野菜として珍重され、春の七草として七草粥にも使われている。香草であり、緑黄色野菜でもある。鍋物や油炒め、和え物などにして食べられる。セリを煮て食べると、神経痛やリウマチに効果があるという言い伝えがあり、独特の強い香りには健胃、食欲増進、解熱といった薬効がある。
中国では漢方薬材として2000年前から利用されていた。紀元前17 - 前12世紀から野菜として利用されていたともされる。

### 食用
若いときの茎と葉を収穫して、古くから薬効のある冬の野菜として親しまれている。野生ものの採取時期は、暖地が1 - 5月、寒冷地では3 - 5月ごろが適期とされる。野菜としては緑黄色野菜に分類されている。東洋では2000年ほど前から食用に利用されてきているが、西洋では食べる習慣はない。寒冷地域では、冬季の緑色野菜が不足するときに、新鮮な香味野菜として和風料理には欠かせない食材である。主には、ゴマなどとの和え物、天ぷら、肉鍋の具、汁物の青み付けなどの料理に使われている。加工品としては、塩漬け、味味噌、醤油漬けなどがある。
野菜としての旬は1月から3月までで、春の七草の一つであるため1月ごろであればスーパーマーケット等で束にして売られる。春に若芽を摘むが、日当たりの良い畦などでは1月から採取でき、新芽は夏のあいだも利用できる。葉が鮮やかな緑色でみずみずしく、茎はしっかりして太すぎず、香りが強いものが良品とされる。水が少ない場所よりも、水温が低く、水が流れているところに生えるセリのほうが香りよく、灰汁も少ないといわれる。秋田県湯沢市三関（みつせき）地区産の「三関せり」のように、気候や土質・水質の良さや江戸時代からの選抜育成によりブランド化した伝統野菜もある。 

#### 栄養素
野菜としては、水分が約93%含まれ、可食部100グラムあたりの食物繊維は2.5グラムと多く、エネルギーが17キロカロリー (kcal) と低い。栄養成分にβ-カロテン、ビタミンB1・B2・C、カルシウム、鉄分、クエルセチンなどの栄養素を主に含み、特にカロテン、ビタミンK、葉酸などのビタミン類、カリウム、鉄、銅などのミネラル、食物繊維が豊富で、これらをバランスよく含んでいる。
香り成分と相まって胃や肝機能を整えて、カリウムは利尿効果を高めて血圧上昇を抑制し、鉄や銅、葉酸は貧血予防に、またビタミンKは血液中の老廃物やコレステロールを排出する効果が高く、生活習慣病の予防効果に役立つ食材だといわれている。

#### 調理法
セリが持つ香りや、ビタミンCやカリウムなどの水溶性栄養成分は、調理過程でなるべく損失を抑えるために、加熱しすぎないようにしたほうがよい。香り成分は肉類の臭みを消す効果があり、肉を使った鍋物や炒め物に適している。一般に流通している栽培品は灰汁（アク）が少ないが、野生のセリ（山ぜり）はアクが強いため、あく抜きが必要になる。
独特の香りを持ち、日本では春先の若い茎や根をさっと茹でて水にさらし、おひたしや酢味噌和え、七草粥、酢の物、卵とじ、煮びたし、油炒めとする。生のままサラダに加えたり、天ぷら、すき焼き、汁の実、鍋物、即席漬けにする。また、刻んで塩味をつけて、炊き上がったご飯に混ぜたせり飯にしたりもする。根はきんぴらに、花は天ぷらにできる。
宮城県仙台市周辺では、セリを主役とした鍋料理「せり鍋」があり、葉から根まで使われる。また、秋田県の代表的郷土料理の一つであるきりたんぽ鍋の具材としても欠かせない。ミキサーにかけて、青汁の食材としても利用されている。さややかな芳香が持ち味のため、茹ですぎは禁物となる。
なお野生のものを食べる場合は肝蛭の感染に注意が必要である。対策としては良く洗うことが挙げられる。

### 薬用
日本では生薬名は特に持たないが、中国薬物名としては6 - 7月頃に刈り取って乾燥した全草を水芹（すいきん）と称している。薬効としては、乾燥させた茎葉を布袋に入れて風呂に入れ浴湯料とすると、精油成分が湯に溶け出して血液循環をよくして、リウマチ、神経痛、血圧降下の効果に良いとされる。また神経痛や消化不良による口臭には、水芹1日量3 - 5グラムを400 ccの水で煎じて、3回に分けて服用する用法も知られているが、胃腸が冷えて下痢しやすい人には禁忌とされている。セリ特有の香り成分は、フタル酸ジエチルエステルなどの精油成分で、根の香りはポリアセチレン化合物に由来する。これらの香り成分は、口内の味覚神経を刺激して、胃液の分泌を促すとともに、人間の体温を上げて発汗作用を促す効果があり、風邪による冷えなどに有効とされる。

## 近似する毒草
自生するセリは、小川のそばや水田周辺の水路沿いなどで見られるが、大型で姿かたちがよく似ている毒草のドクゼリとの区別に配慮が必要である。セリと同じような場所に生えるため、特に春先の若芽はセリと間違いやすい。ドクゼリは地下茎が緑色で太いタケノコ状の節があり、横に這わず、セリ独特の芳香がないのに対し、セリは白いひげ根があるで区別できる。また、ドクゼリはセリより鮮やかな緑色で、葉が全体的に大きい。
キツネノボタンもセリと同じような場所に生育する毒草である。根生葉のときにセリと間違いやすい。
ドクニンジンは、ニンジンにも似たヨーロッパ原産のセリ科有毒植物で、日本には関東地方から中国地方の範囲に帰化しており、草原に生えている。個々の小葉だけを取ると似ているので間違えるおそれがある。

## 文化
日本では古くから食用にされており、平安時代には宮中行事にも用いられていた。
セリは春の七草の一つに数えられ、奈良時代に成立されたとされる『万葉集』にもセリ（芹子／世理）摘みの和歌がいくつか知られている。また『万葉集』巻一〇には「君のため山田の沢にえぐつむと　雪消の水に裳（も）の裾ぬれぬ」と詠まれた歌があり、ここで詠まれた「えぐ」はクログワイ（カヤツリグサ科）とする説もあるが、植物研究者の細見末雄や深津正はこれを否定し、セリ説を唱えている。平安時代の『後拾遺和歌集』中に曽禰好忠が「根芹つむ春の沢田におり立ちて 衣のすそのぬれぬ日ぞなき」と詠んだ歌があり、細見は前述の『万葉集』の歌を本歌とした取歌（本歌取）であると解説している。

### 伝統料理
- 七草粥：人日の節句（1月7日）の朝に食べられている日本の行事食
- きりたんぽ鍋：秋田県鹿角市付近を発祥とする郷土料理

### 成句
高貴な女性がセリを食べるのを見た身分の低い男が、セリを摘むことで思いを遂げようとしたが徒労に終わったという故事から、恋い慕っても無駄なことや思い通りにいかないことを「芹を摘む」という。